# Rapport parlementaire
Un rapport parlementaire est, dans un régime parlementaire, un rapport présenté devant le Parlement. Sa durée de rédaction, le nombre et la qualité des personnes impliquées dans celle-ci et son objet peuvent varier selon les cas.

## En France
Selon le lexique de l'Assemblée nationale, une Commission est un organe de l'Assemblée nationale chargé de préparer la discussion en séance publique des projets ou propositions de loi.
Il y a deux types de commissions définis par la Constitution : 
- les commissions spéciales constituées à l'occasion de l'examen d'un texte particulier,
- les commissions permanentes, dont le nombre est fixé à huit par la Constitution, examinant, en l'absence de commission spéciale, les textes relevant de leur compétence. Dans la pratique, la plupart des textes sont examinés par les commissions permanentes.

On nomme rapporteur le député désigné au sein d'une commission pour étudier un projet ou une proposition et présenter en son nom, en séance publique, ses observations et amendements.
Un rapport parlementaire, au sens strict du terme, n'a donc pas valeur de loi et constitue un document de travail, qui doit aboutir à une discussion en séance publique ou peut déboucher sur un article de loi.